# 八神ひろき
八神 ひろき（やがみ ひろき、1966年7月5日 - ）は、日本の漫画家。新潟県柏崎市出身。東京アニメーター学院卒。
代表作は『2人におまかせ!』、『G-taste』、『DEAR BOYS』 。

## 来歴
1986年、第37回週刊少年マガジン新人漫画賞に入選。
1987年、「月刊少年マガジン」（講談社）にて『2人におまかせ!』でデビュー。
1989年まで連載終了より、同誌にて『DEAR BOYS』を連載開始。同作品は2003年4月から9月にテレビアニメが全26話で放送された。
1996年から2004年まで『ミスターマガジン』および『ヤングマガジンアッパーズ』（講談社）にて『G-taste』を連載した。
『DEAR BOYS』は、番外編『DEAR BOYS THE EARLY DAYS』を挟み、1997年より2008年まで、続編『DEAR BOYS ACT II』を連載した。
2007年には『DEAR BOYS ACT II』で第31回講談社漫画賞少年部門を受賞。
2009年より2015年まで、『DEAR BOYS ACT3』を連載した。本編完結後に同誌にて2016年3月号から2017年2月号まで特別編『DEAR BOYS OVER TIME』が集中連載された。シリーズの累計売上は4000万部を突破した。
2017年6月号より、「月刊少年マガジン」にて『トキワボウルの女神さま』の連載が開始し、2018年8月号にて終了した。
2018年11月号より、『DEAR BOYS ACT4』の連載が開始された。

## 人物
- 高校2年の時にバイク事故で大怪我をする。治療中に差し入れられた『りぼん』がきっかけで、少女漫画を描いてみることにした。
- ペンネームの八神は、彼が好きだったミュージシャン、八神純子から取ったものである。
- 大のJBLファン。
- 洋服はHYSTERIC GLAMOURを愛用している。
- 『2人におまかせ』が月刊誌の一話完結のコメディーで四苦八苦したほどの遅筆を痛感したという反省から次作は引き延ばしが利くストーリーにしたという。
- 『2人におまかせ』の描写は、当時、八神がレズもののAVにはまっていたことによる。
- 『2人におまかせ』へのファンレターの半分は女性からであった。

## 作品リスト

### 漫画作品
- 2人におまかせ!（『月刊少年マガジン』1987年2月号 - 1989年3月号）
- DEAR BOYS（『月刊少年マガジン』1989年7月号 - 1997年2月号）
  - DEAR BOYS THE EARLY DAYS（『月刊少年マガジン』1997年3月号 - 1997年6月号）
  - DEAR BOYS ACT II（『月刊少年マガジン』1997年8月号 - 2008年12月号）
  - DEAR BOYS ACT3（『月刊少年マガジン』2009年1月号 - 2016年1月号）
  - DEAR BOYS OVER TIME（『月刊少年マガジン』2016年3月号 - 2017年2月号）
  - DEAR BOYS ACT4（『月刊少年マガジン』2018年11月号 - 連載中）
- G-taste（『ミスターマガジン』1996年第9号 - 2000年1月〈休刊〉 → 『ヤングマガジンアッパーズ』2000年10号 - 2004年〈休刊〉、『月刊ヤングマガジン』2010年10号）
- NEAR BOYS（漫画：櫻太助、『月刊少年マガジン+』01号 - 08号） - 企画監修担当。
- トキワボウルの女神さま（『月刊少年マガジン』2017年6月号 - 2018年8月号）
- 青春月刊少年マガジン〜八神デビュー秘話〜（『月刊少年マガジン』2025年5月号[6]）

### 書籍

#### 漫画単行本
- 『2人におまかせ!』、講談社〈マンスリーマガジンKC〉1987年 - 1989年、全6巻
  - （新装版）講談社〈ミスターマガジンKC〉1997年 - 1998年、全6巻
  - （文庫版）講談社〈講談社漫画文庫〉2002年、全4巻
- 『DEAR BOYS』、講談社〈講談社コミックス〉1989年 - 1997年、全23巻
  - （文庫版）講談社〈講談社漫画文庫〉2004年 - 2005年、全12巻
  - （新装版）講談社〈KCデラックス〉2024年 - 、既刊9巻（2025年8月12日現在）
- 『DEAR BOYS THE EARLY DAYS』、講談社〈講談社コミックス〉1997年、全1巻
- 『DEAR BOYS ACT II』講談社〈講談社コミックス〉1997年 - 2009年、全30巻
  - （文庫版）講談社〈講談社漫画文庫〉2012年 - 2013年、全6巻[7]
- 『DEAR BOYS ACT3』、講談社〈講談社コミックス〉2009年 - 2016年、全21巻
- 『NEAR BOYS』、漫画：櫻太助、講談社〈講談社コミックス〉2014年[8]、全1巻
- 『DEAR BOYS OVER TIME』、講談社〈講談社コミックス〉2016年 - 2017年、全3巻
- 『DEAR BOYS ACT4』、講談社〈講談社コミックス〉2019年 - 、既刊20巻（2025年7月16日現在）
- 『トキワボウルの女神さま』、講談社〈講談社コミックス〉2017年 - 2018年、全4巻

#### 画集
- 『DEAR BOYS ILLUSTRATIONS 「SCENE」』講談社、2001年6月14日発売、ISBN 4-06-330128-1
- 『DEAR BOYS ILLUSTRATIONS 2 「QUARTER」』講談社、2014年09月17日発売、ISBN 978-4-06-364961-1

## 関連人物
所十三
師匠。
余湖裕輝
アシスタント。
志名坂高次
アシスタント。
風童じゅん
アシスタント。
あずまよしお
アシスタント。

## その他
- 週刊誌『FLASH』2015年12月22日号の「お色気マンガベスト10」に『2人におまかせ』がランクインし、コメントした。